# Ozyptila praticola
Ozyptila praticola es una especie de araña cangrejo del género Ozyptila, familia Thomisidae.

## Distribución
Esta especie se encuentra en Europa, Turquía, Cáucaso, Rusia (Europa hasta el sur de Siberia), Kazajistán, Irán, Asia central. Introducido a Canadá, Estados Unidos y Argentina.